# Mount Seddon
Mount Seddon ist ein 581 m hoher Berg im ostantarktischen Mac-Robertson-Land. In den Prince Charles Mountains ragt er 30 km westlich des Mount Stinear an der Nordflanke des Fisher-Gletschers auf. Seine beiden Gipfel sind durch einen vereisten Sattel voneinander getrennt.
Wissenschaftler der Australian National Antarctic Research Expeditions (ANARE) entdeckten ihn 1957 bei einem Flug. Das Antarctic Names Committee of Australia benannte ihn nach Norman Richard Seddon (1911–1989), ab 1957 Geschäftsführer des Mineralölunternehmens BP Australia, das die ANARE finanziell unterstützte.